# Botkyrka HC
Der Botkyrka HC ist ein 1998 gegründeter schwedischer Eishockeyklub aus Botkyrka. Die Mannschaft spielt in der Division 1.

## Geschichte
Der Botkyrka HC entstand 1998 durch die Fusion der Eishockeyabteilungen von IFK Tumba und Botkyrka IF. In ihrer Premierenspielzeit nahm die Mannschaft an der damals noch zweitklassigen Division 1 teil. Nach einer Neuordnung des Ligensystems wurde die Division 1 zur Saison 1999/2000 die dritthöchste Spielklasse in Schweden. In der Folgezeit etablierte sich der Botkyrka HC in der Division 1, wobei man von 2001 bis 2004 drei Mal in Folge erst in der Relegation am Aufstieg in die neue zweite Spielklasse, die HockeyAllsvenskan, scheiterte.

## Bekannte ehemalige Spieler
- Henrik Karlsson